# بانو نوریه
بانو نوریه (عربی: سيدة النورية) نام یک کلیسا در مرکز بیروت در لبنان است.

## تاریخچه
آرامگاه باستانی بانو مریم باکره در اتاقی در طبقه همکف یک ساختمان در بازار نوریه در شرق کلیسای جامع ارتدکس سنت جورج واقع شده‌است. یک ورودی آن یک دالان سرپوشیده کوچک است که به آرامگاه منتهی می‌شود.
باور مردم این است که بانو نوریه زنی بود که ملوانان و ماهیگیران را به سمت ساحل امن هدایت می‌کرد. آرامگاه با سه نماد تزئین شده‌است: نمادی از مسیح، نمادی از همه قدیسین و دیگری از مریم باکره معروف به معجزه. آرامگاه بانو نوریه مورد استقبال گسترده مسیحیان و مسلمانان ساکن بیروت قرار گرفت.
در طول جنگ داخلی لبنان، در سالهای ۱۹۷۵–۱۹۹۰، مقبره کاملاً سوخت و به کلی نابود شد و در سال ۲۰۰۳ توسط کلیسای موجود بازسازی شد.

## صومعه بانو نوریه
صومعه بانو نوریه در قرن هفدهم با زیباترین نقش‌ها و هنرهای معماری به سبک ریحان تأسیس شد، این زیارتگاه مکان با ارزشی برای زائران مسیحی ارتدوکس، مکانی برای ارائه نذرهایشان است و همچنین دارای پتانسیل بالایی برای تبدیل شدن به یک زیارتگاه مذهبی برای جوامع مسیحی در سراسر جهان و حتی یک مکان گردشگری است.
در کنار آرامگاه بانو نوریه یک راه پله سنگی بلند و شیب دار وجود دارد که به یک غار صخره‌ای راه پیدا می‌کند که پایه اصلی صومعه در آن مستقر است، در داخل صومعه می‌توان معماری باشکوه و راهروهای صخره‌ای را دید که با درختان عظیم چند ساله احاطه شده‌اند.
صومعه نوریه نزدیکی به نقاط دیدنی تاریخی و طبیعی برجسته مانند اردوگاه ارز تنورین، قار قادیشا، دریاچه شووان، موزه جبران خلیل جبران و بسیاری دیگر از نقاط گردشگری ممتاز صومعه نوریه را در موقعیت ویژه‌ای در شمال لبنان قرار داده‌است.
با توجه به مشرف بودن باغ صومعه به دریا تصویر کمیابی از پیوند آسمان و دریا در این مکان می‌توان دید و همچنین فضای سرسبز کوهستان با قله‌های سر به آسمان کشیده در اطراف آن جلوه‌ای خاص به این مکان بخشیده‌است، که گویا اینجا نقطه پایانی ایمان به کلیسا، غار یا سالن صومعه نیست بلکه نقطه آغازی است که جلوی این صحنه شگفت‌انگیز از سر گرفته می‌شود و پندار و انگار در این نقطه در هم می‌آویزند و تجسمی از زبان‌ها و تاریخ پیشین این مکان در ذهن بیننده زنده می‌شود و به همین دلیل این صومعه یکی از مکان‌های سیاحتی بسیار با ارزش در لبنان است.
بازدیدکنندگان از هر سنی در تعطیلات هفتگی یا فصلی، در مناسبت‌های مذهبی و …، به صومعه نوریه می‌آیند.
آن‌هایی که برای اولین بار از این مکان بازدید می‌کنند با سوالات بسیاری مواجه می‌شوند و تحت تأثیر شگفتی و جذابیت‌های طبیعت اینجا قرار می‌گیرند.